# Verónica Boquete
Verónica Boquete Giadáns (Santiago de Compostela, 1987. április 9. –) spanyol női válogatott labdarúgó, az olasz Fiorentina csatára.

## Pályafutása

### Klubcsapatokban
A Utah Royals 2019. márciusában szerződtette és 21 mérkőzésen lépett pályára a National Women's Soccer League újoncánál.
2022. január 9-én a Fiorentina hivatalosan jelentette be érkezését a 2021–22-es szezon hátralévő részére.

### A válogatottban
Hollandia ellen debütált a válogatottban 2005. február 16-án.
Részt vett a 2013-as Európa-bajnokságon és a 2015-ös világbajnokságon.

## Sikerei

### Klubcsapatokban
Német bajnok (1):
- Bayern München (1): 2015–16

 Svéd bajnok (1):
- Tyresö FF (1): 2012

 Spanyol kupagyőztes (2):
- Espanyol (2): 2009, 2010

 Copa Catalunya győztes (1):
- Espanyol (1): 2008

Bajnokok Ligája győztes (1):
- 1. FFC Frankfurt (1): 2014–15

Bajnokok Ligája döntős (1):
- Paris Saint-Germain (1): 2016–17

### A válogatottban
Spanyolország
- U19-es Európa-bajnoki aranyérmes (1): 2004
- Algarve-kupa győztes: 2017

## Egyenjogúsági kampány
A világbajnokság után több társával egyetemben szembeszegült az akkori szövetségi kapitány verbálisan bántalmazó magatartásával, és nyomást gyakoroltak a Spanyol labdarúgó-szövetségre. Az edző elbocsátása óta Boquete-t nem hívták több alkalommal a válogatottba.
„Ez az az ár, amit fizetnem kellett, de ha ez megváltoztatta hazámban a női labdarúgást, akkor az szerintem nem olyan rossz."

## Magánélet

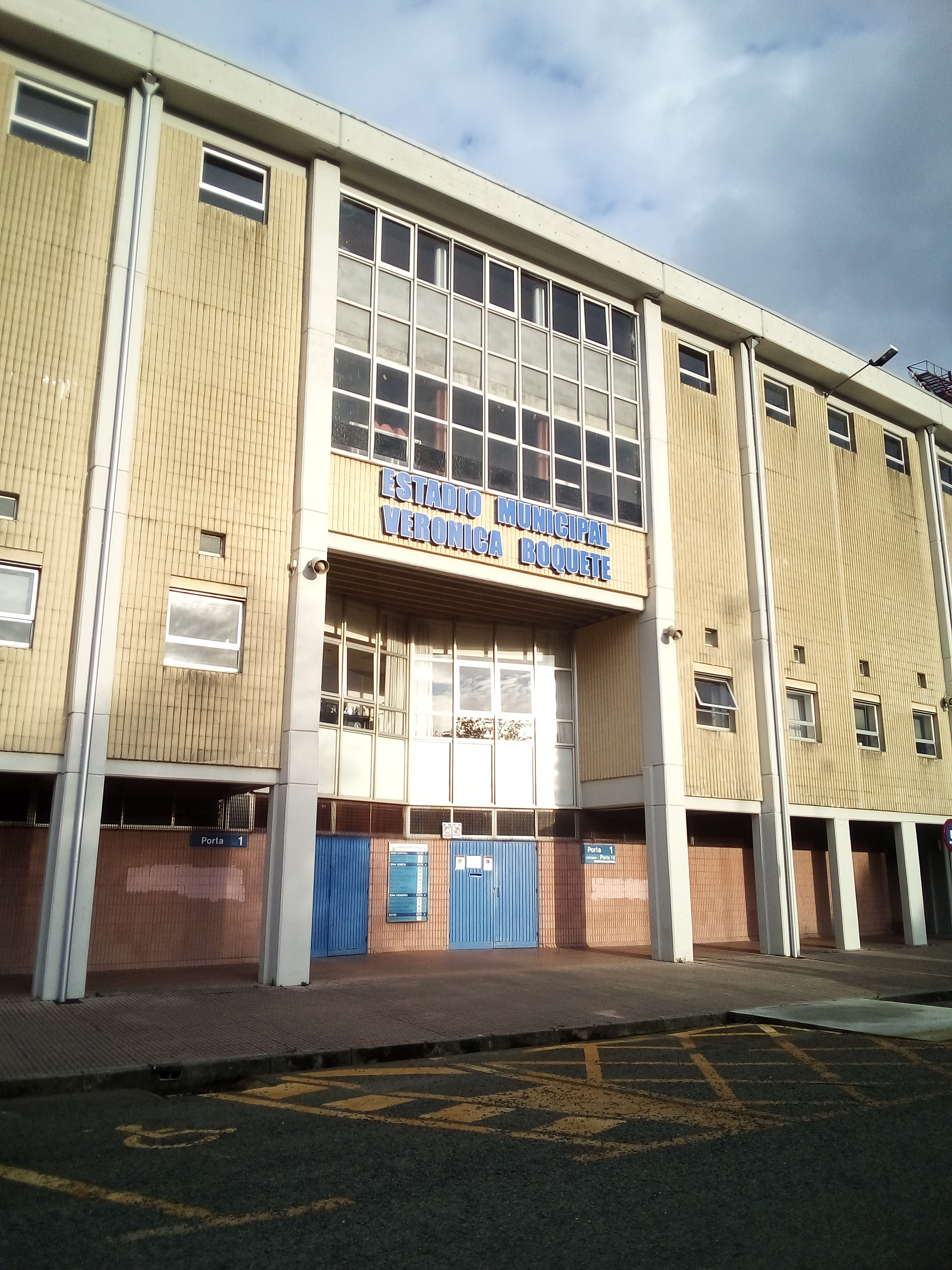
Compostela stadionja az ő nevét viseli

A labdarúgás mellett részt vesz az UEFA vezetői mesterképzésén.
2018 végén eredményeit szülővárosa, Santiago de Compostela is elismerte azzal, hogy a város fő stadionját Estadio Verónica Boquete de San Lázaro névre keresztelték.